# مهدی عبدالجبار
مهدی عبدالجبار (عربی: مهدي عبد الجبار مهدي درويش حسن؛ زادهٔ ۲۵ ژوئن ۱۹۹۱) بازیکن فوتبال اهل بحرین است.
از باشگاه‌هایی که در آن بازی کرده‌است می‌توان به باشگاه فوتبال منامه و باشگاه ورزشی الرفاع اشاره کرد.
وی همچنین در تیم ملی فوتبال بحرین بازی کرده‌است.